# Cyanotis longifolia
Cyanotis longifolia là một loài thực vật có hoa trong họ Commelinaceae. Loài này được Benth. mô tả khoa học đầu tiên năm 1849.